# Tiquilia darwinii
Tiquilia darwinii är en strävbladig växtart som först beskrevs av Joseph Dalton Hooker, och fick sitt nu gällande namn av A. Richardson. Tiquilia darwinii ingår i släktet Tiquilia och familjen strävbladiga växter. Inga underarter finns listade i Catalogue of Life.